# (26308) 1998 SM165

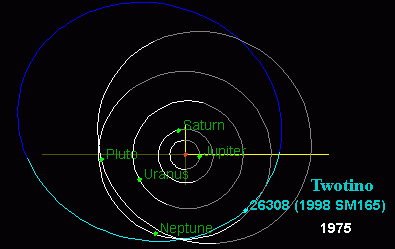
Quỹ đạo của 1998 SM165.

(26308) 1998 SM165 là một vật thể ngoài Hải Vương tinh và twotino ở vùng ngoài rìa của Hệ Mặt Trời. Nó được phát hiện vào ngày 16 tháng 9 năm 1998, bởi nhà thiên văn học người Mỹ Nichole Danzl tại Đài thiên văn quốc gia Kitt Peak ở Arizona. Nó được phân loại là twotino và có đường kính khoảng 280 km. Mặt trăng hành tinh nhỏ của nó được phát hiện vào năm 2001.

## Twotino
1998 SM165 có bán trục lớn (khoảng cách trung bình từ Mặt Trời) gần rìa của vành đai cổ điển. Khảo sát Deep Ecliptic (DES) liệt kê vật thể ngoài sao Hải Vương này là một twotino tồn tại trong cộng hưởng quỹ đạo 1: 2 với hành tinh sao Hải Vương (cứ một quỹ đạo mà một twotino tạo ra, sao Hải Vương quay hai lần).

## Đặc điểm vật lý
Những quan sát bằng Kính viễn vọng Không gian Spitzer hồng ngoại kết hợp với các quỹ đạo được thiết lập bằng Kính thiên văn Hubble cho phép ước tính mật độ, giả sử các thành phần của suất phản chiếu bằng nhau. Ước tính kết quả là 0,51 + 0,29 0,14 g / cm3 tương tự như mật độ của plutino nhị phân 47171 Lempo (0,3 chỉ dẫn về một thành phần xốp cao bị chi phối bởi băng. [6] 1998 SM165 có màu đỏ khá đẹp, với màu tương đương với 79360 Sila-Nunam.

## Vệ tinh
Vào ngày 22 tháng 12 năm 2001, một mặt trăng hành tinh nhỏ, được chỉ định tạm thời S / 2001 (26308) 1, được phát hiện bởi nhà thiên văn học người Mỹ Michael Brown và Chad Trujillo bằng Kính viễn vọng Không gian Hubble. [5] Phát hiện này được công bố vào tháng 1 năm 2002. Vệ tinh đo đường kính khoảng 96 ± 12 km (59,7 ± 7,5 mi) và quay quanh quỹ đạo chính của nó ở khoảng cách 11.310 ± 110 km (7.028 ± 68 mi). Giả sử quỹ đạo tròn, việc này mất 130,1 ± 1 ngày để hoàn thành một quỹ đạo.